# Юнацька збірна Афганістану з футболу (U-17)
Юнацька збірна Афганістану з футболу (U-17) — національна футбольна збірна Афганістану, що складається із гравців віком до 17 років. Керівництво командою здійснює Футбольна федерація Афганістану.
Головним континентальним турніром для команди є Юнацький кубок Азії, який з 2008 року розігрується серед команд з віковим обмеженням до 16 років, і успішний виступ на якому дозволяє отримати путівку на Чемпіонат світу (U-17). Також може брати участь у товариських і регіональних змаганнях, зокрема у Юнацькому чемпіонаті ФАЦА, юнацькій першості серед країн, що входять до Футбольної асоціації Центральної Азії.

## Виступи на міжнародних турнірах

### Чемпіонат світу (U-17)
| Статистика чемпіонатів світу (U-17) | Статистика чемпіонатів світу (U-17) | Статистика чемпіонатів світу (U-17) | Статистика чемпіонатів світу (U-17) | Статистика чемпіонатів світу (U-17) | Статистика чемпіонатів світу (U-17) | Статистика чемпіонатів світу (U-17) | Статистика чемпіонатів світу (U-17) | Статистика чемпіонатів світу (U-17) |
| Господар / Рік                      | Результат                           | І                                   | В                                   | Н                                   | П                                   | Г+                                  | Г-                                  |                                     |
| ----------------------------------- | ----------------------------------- | ----------------------------------- | ----------------------------------- | ----------------------------------- | ----------------------------------- | ----------------------------------- | ----------------------------------- | ----------------------------------- |
| 1985                                | не кваліфікувалася                  | -                                   | -                                   | -                                   | -                                   | -                                   | -                                   |                                     |
| 1987                                | не кваліфікувалася                  | -                                   | -                                   | -                                   | -                                   | -                                   | -                                   |                                     |
| 1989                                | не кваліфікувалася                  | -                                   | -                                   | -                                   | -                                   | -                                   | -                                   |                                     |
| 1991                                | не кваліфікувалася                  | -                                   | -                                   | -                                   | -                                   | -                                   | -                                   |                                     |
| 1993                                | не кваліфікувалася                  | -                                   | -                                   | -                                   | -                                   | -                                   | -                                   |                                     |
| 1995                                | не кваліфікувалася                  | -                                   | -                                   | -                                   | -                                   | -                                   | -                                   |                                     |
| 1997                                | не кваліфікувалася                  | -                                   | -                                   | -                                   | -                                   | -                                   | -                                   |                                     |
| 1999                                | не кваліфікувалася                  | -                                   | -                                   | -                                   | -                                   | -                                   | -                                   |                                     |
| 2001                                | не кваліфікувалася                  | -                                   | -                                   | -                                   | -                                   | -                                   | -                                   |                                     |
| 2003                                | не кваліфікувалася                  | -                                   | -                                   | -                                   | -                                   | -                                   | -                                   |                                     |
| 2005                                | не кваліфікувалася                  | -                                   | -                                   | -                                   | -                                   | -                                   | -                                   |                                     |
| 2007                                | не кваліфікувалася                  | -                                   | -                                   | -                                   | -                                   | -                                   | -                                   |                                     |
| 2009                                | не кваліфікувалася                  | -                                   | -                                   | -                                   | -                                   | -                                   | -                                   |                                     |
| 2011                                | не кваліфікувалася                  | -                                   | -                                   | -                                   | -                                   | -                                   | -                                   |                                     |
| 2013                                | не кваліфікувалася                  | -                                   | -                                   | -                                   | -                                   | -                                   | -                                   |                                     |
| 2015                                | не кваліфікувалася                  | -                                   | -                                   | -                                   | -                                   | -                                   | -                                   |                                     |
| 2017                                | не кваліфікувалася                  | -                                   | -                                   | -                                   | -                                   | -                                   | -                                   |                                     |
| 2019                                | не кваліфікувалася                  | -                                   | -                                   | -                                   | -                                   | -                                   | -                                   |                                     |
| 2021                                | не кваліфікувалася                  | -                                   | -                                   | -                                   | -                                   | -                                   | -                                   |                                     |
| Усього                              | 0/19                                | 0                                   | 0                                   | 0                                   | 0                                   | 0                                   | 0                                   |                                     |

### Юнацький кубок Азії з футболу
| Юнацький кубок Азії | Юнацький кубок Азії | Юнацький кубок Азії | Юнацький кубок Азії | Юнацький кубок Азії | Юнацький кубок Азії | Юнацький кубок Азії | Юнацький кубок Азії | Юнацький кубок Азії |
| Господар / Рік      | Результат           | І                   | В                   | Н                   | П                   | Г+                  | Г-                  |                     |
| ------------------- | ------------------- | ------------------- | ------------------- | ------------------- | ------------------- | ------------------- | ------------------- | ------------------- |
| 1985                | не брала участь     | -                   | -                   | -                   | -                   | -                   | -                   |                     |
| 1986                | не брала участь     | -                   | -                   | -                   | -                   | -                   | -                   |                     |
| 1988                | не брала участь     | -                   | -                   | -                   | -                   | -                   | -                   |                     |
| 1990                | не брала участь     | -                   | -                   | -                   | -                   | -                   | -                   |                     |
| 1992                | не брала участь     | -                   | -                   | -                   | -                   | -                   | -                   |                     |
| 1994                | не брала участь     | -                   | -                   | -                   | -                   | -                   | -                   |                     |
| 1996                | не брала участь     | -                   | -                   | -                   | -                   | -                   | -                   |                     |
| 1998                | не брала участь     | -                   | -                   | -                   | -                   | -                   | -                   |                     |
| 2000                | не брала участь     | -                   | -                   | -                   | -                   | -                   | -                   |                     |
| 2002                | не брала участь     | -                   | -                   | -                   | -                   | -                   | -                   |                     |
| 2004                | не кваліфікувалася  | -                   | -                   | -                   | -                   | -                   | -                   |                     |
| 2006                | не брала участь     | -                   | -                   | -                   | -                   | -                   | -                   |                     |
| 2008                | знялася             | -                   | -                   | -                   | -                   | -                   | -                   |                     |
| 2010                | не кваліфікувалася  | не кваліфікувалася  | не кваліфікувалася  | не кваліфікувалася  | не кваліфікувалася  | не кваліфікувалася  | не кваліфікувалася  | не кваліфікувалася  |
| 2012                | не кваліфікувалася  | -                   | -                   | -                   | -                   | -                   | -                   |                     |
| 2014                | не кваліфікувалася  | не кваліфікувалася  | не кваліфікувалася  | не кваліфікувалася  | не кваліфікувалася  | не кваліфікувалася  | не кваліфікувалася  | не кваліфікувалася  |
| 2016                | не кваліфікувалася  | не кваліфікувалася  | не кваліфікувалася  | не кваліфікувалася  | не кваліфікувалася  | не кваліфікувалася  | не кваліфікувалася  | не кваліфікувалася  |
| 2018                | груповий етап       | 3                   | 0                   | 0                   | 3                   | 1                   | 13                  |                     |
| Усього              | 1/18                | 3                   | 0                   | 0                   | 3                   | 1                   | 13                  |                     |